# L'Odeur du jour
Pour plus de détails, voir Fiche technique et Distribution.
L'Odeur du jour (Odor of the Day en anglais) est un cartoon américain Looney Tunes de 1948 réalisé par Arthur Davis mettant en scène Wellington le chien et Pépé le putois. 